# 関東柔道整復専門学校
関東柔道整復専門学校 （かんとうじゅうどうせいふくせんもんがっこう）は、東京都立川市にある私立専修学校 。運営は学校法人都築科学学園。

## 沿革
- 1990年（平成2年）3月31日 - 東京都町田市原町田5-10-16に学校法人東京科学学園設置認可。東京科学情報工業専門学校（東京都立川市曙町）、東京科学情報ビジネス専門学校（同）、東京科学情報システム専門学校（東京都町田市）設置認可
- 1998年（平成10年）5月11日 - 東京科学情報システム専門学校をデジタル東京専門学校に校名変更認可
- 1999年（平成11年）5月10日 - 東京科学情報工業専門学校の廃止認可
- 2002年（平成14年）5月31日 - 東京科学情報ビジネス専門学校の廃止認可
- 2003年（平成15年）
  - 2月28日 - 関東柔道整復専門学校の設置認可
  - 4月1日 - 関東柔道整復専門学校の開校
- 2004年（平成16年）5月24日 - デジタル東京専門学校の廃止認可。東京都町田市から東京都立川市曙町1-13-13へ所在地変更
- 2006年（平成18年）5月19日 - 学校法人東京科学学園を学校法人都築科学学園へ法人名称変更認可
- 2019年（平成31年）4月1日 - 柔道整復師学科の夜間3年制コースを学生募集停止